# 乌什河畔拉比西耶尔
乌什河畔拉比西耶尔（法語：La Bussière-sur-Ouche，法語發音：[la bysjɛʁ syʁ uʃ]）是法国科多尔省的一个市镇，位于该省中部，属于博讷区。

## 地理
乌什河畔拉比西耶尔（47°13'1"N, 4°43'18"E）面积20.65 平方千米，位于法国勃艮第-弗朗什-孔泰大區科多尔省，该省份为法国中东部省份，北起奥布省，西接涅夫勒省和约讷省，南至索恩-卢瓦尔省，东南接汝拉省，东临上索恩省，东北部与上马恩省接壤。
与乌什河畔拉比西耶尔接壤的市镇（或旧市镇、城区）包括：埃沙奈、乌什河畔沃韦、布埃、圣让德伯夫、乌什河畔圣维克托、乌什河畔巴尔比雷、沙托讷夫、科马兰、格勒南莱松贝农、蒙图瓦约。

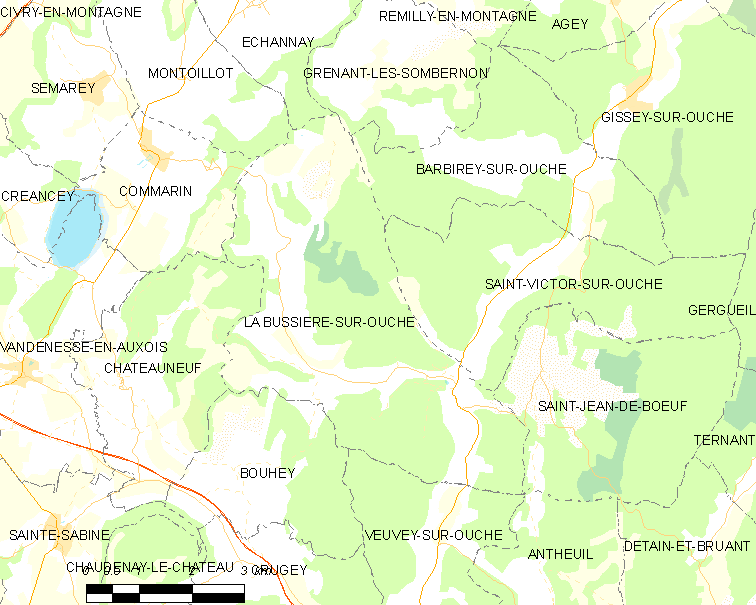
乌什河畔拉比西耶尔的OSM定位图

乌什河畔拉比西耶尔的时区为UTC+01:00、UTC+02:00（夏令时）。

## 行政
乌什河畔拉比西耶尔的邮政编码为21360，INSEE市镇编码为21120。

## 政治
乌什河畔拉比西耶尔所属的省级选区为阿尔奈勒迪克县。

## 人口

1962-2008年间乌什河畔拉比西耶尔人口变化图示

乌什河畔拉比西耶尔于2022年1月1日时的人口数量为185人。